# Ovoo

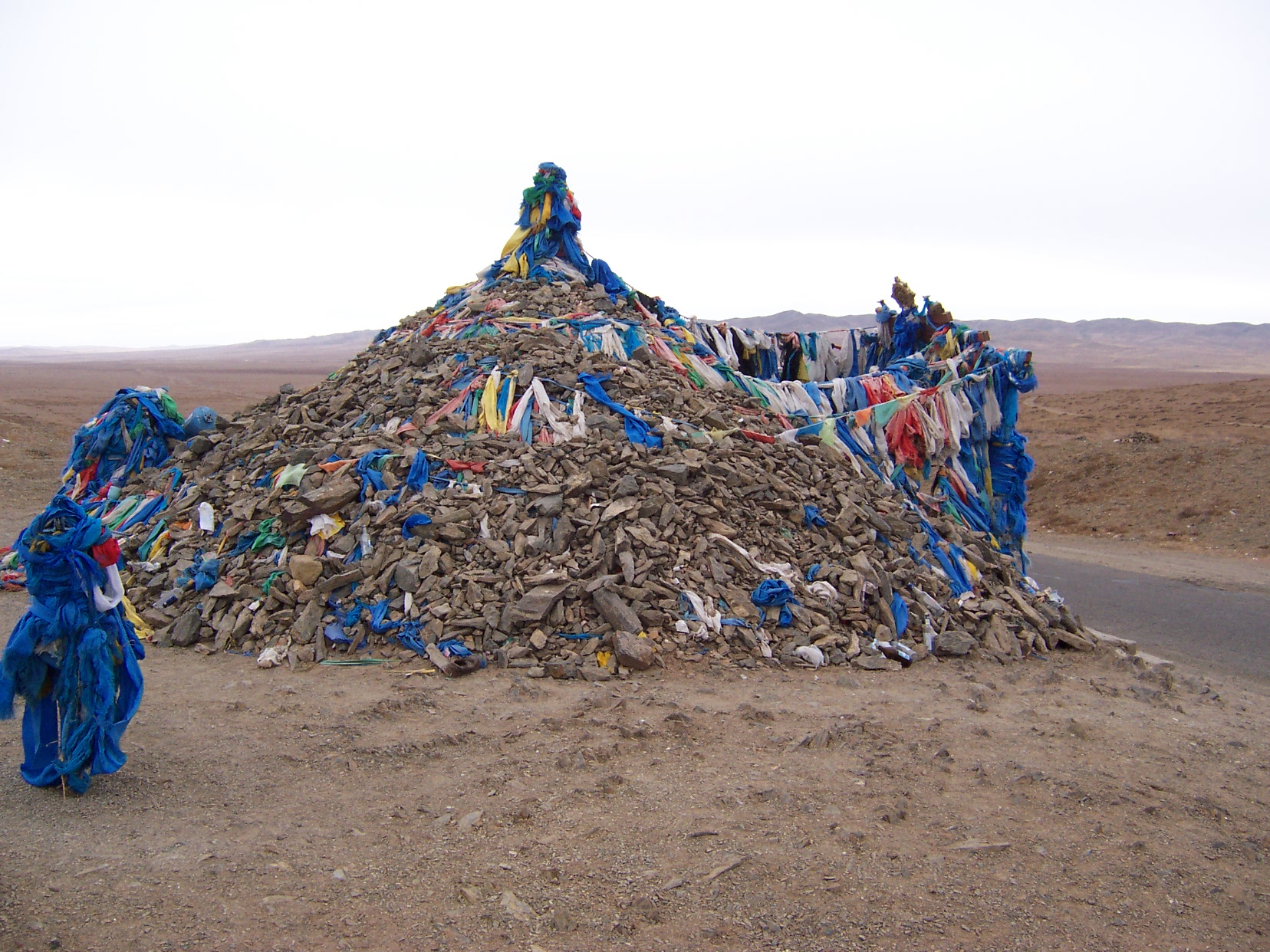
Ovoo

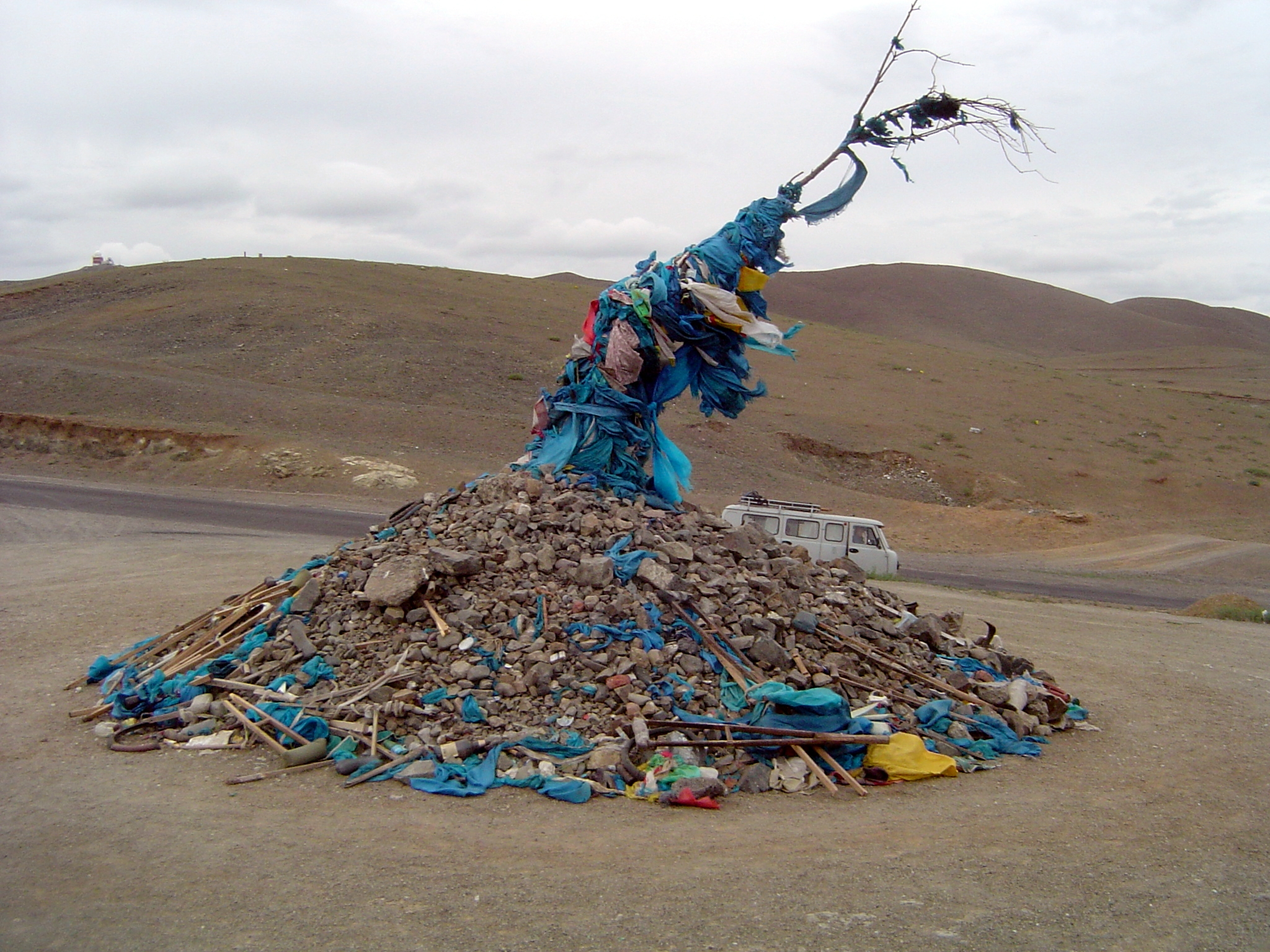
Ovoo con legno e pietre

Un ovoo (in mongolo: овоо), che significa letteralmente "cumulo di sassi", è un mucchio solitamente di pietrame o legno che si incontra frequentemente in Mongolia. Sono soprattutto luoghi di culto sciamanico, ma spesso sono anche punti di riferimento. Gli ovoo si trovano spesso in cima a montagne, colline e in luoghi alti, come passi di montagna. Nel "Viaggio alle regioni equinoziali del nuovo continente" Alexander von Humboldt dice che gli ovoo (obo) venivano posizionati dagli sciamani mongoli in tutti i punti in cui i fiumi scorrono in direzioni opposte (spartiacque)
Quando si viaggia, c'è l'usanza di fermarsi e girare in cerchio intorno all'ovoo per tre volte, in senso orario, al fine di avere un cammino più sicuro. Di solito, delle pietre vengono prelevate dal suolo e aggiunte al mucchio. Inoltre, si possono lasciare offerte sotto forma di caramelle, soldi, latte o vodka, oltre alle khadag, le sciarpe cerimoniali azzurre simbolo del cielo e del dio Tengri.
Durante il periodo sovietico in Mongolia, il culto degli ovoo, insieme ad altre forme di religione, fu ufficialmente vietato, ma era continuato clandestinamente.

## Toponimi

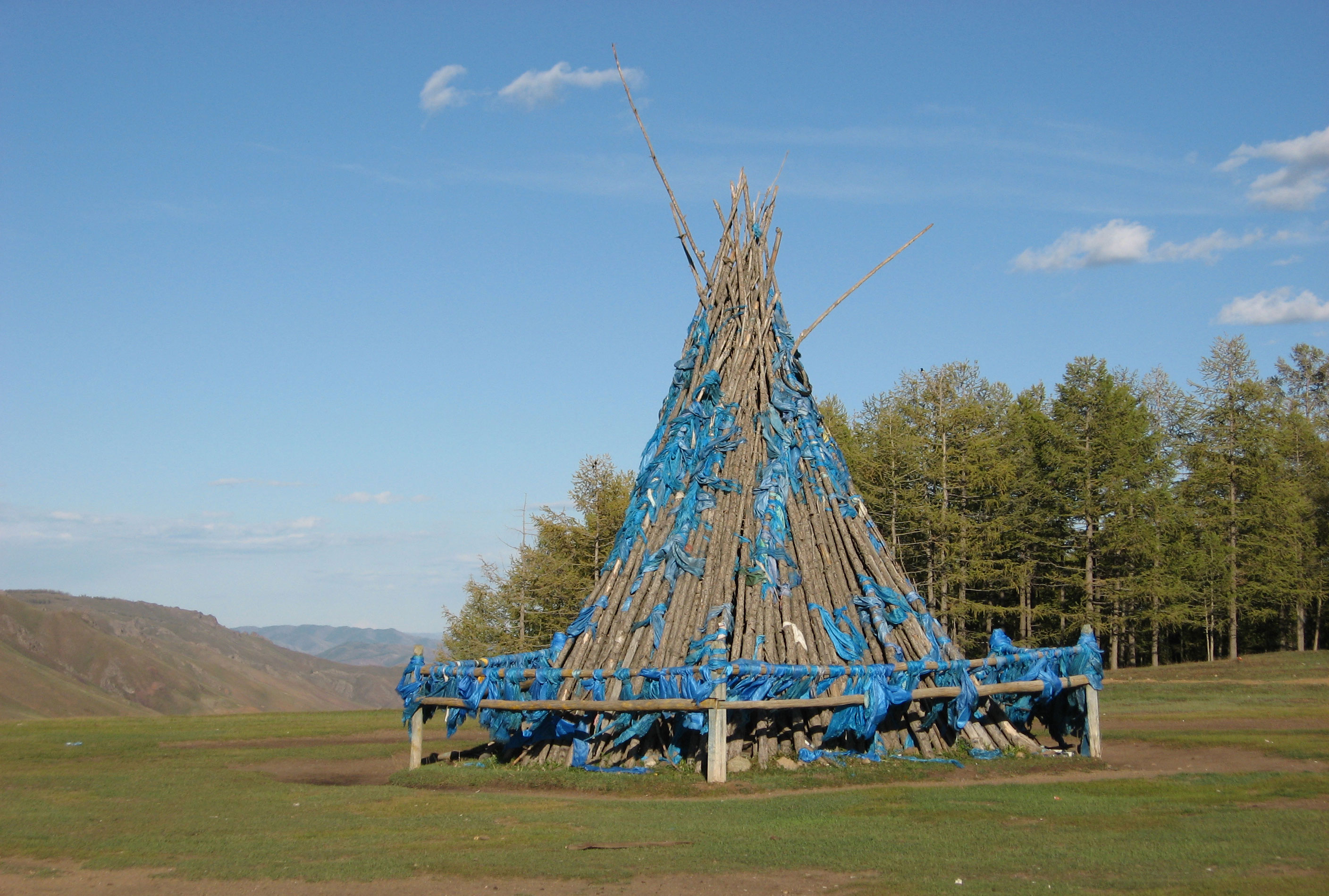
Un ovoo composto prevalentemente di legno

Un certo numero di sum (distretti) in Mongolia hanno la parola ovoo nel loro nome:
- Bajan-Ovoo nella provincia di Bajanhongor
- Bajan-Ovoo nellaprovincia del Ômnôgov’
- Mandal-Ovoo nella provincia del Ômnôgov’
- Sajhan-Ovoo nella provincia del Dundgov’
- Cagaan-Ovoo nella provincia del Dornod
- Bajan Obo, nella Mongolia interna